# Pete Sessions
Peter Anderson "Pete" Sessions (ur. 22 marca 1955) – amerykański polityk, członek Partii Republikańskiej i kongresman ze stanu Teksas od 1997 roku.